# Lista postaci cyklu Opowieści z Narnii
Lista postaci cyklu Opowieści z Narnii - spis postaci pojawiających się w Opowieściach z Narnii.
Skróty oznaczające w której części występuje dana postać:
- LCSSz – Lew, czarownica i stara szafa
- KK – Książę Kaspian
- PWdŚ – Podróż „Wędrowca do Świtu”
- SK – Srebrne krzesło
- KiJCh – Koń i jego chłopiec
- SCz – Siostrzeniec czarodzieja
- OB – Ostatnia bitwa

## A
- Adela Pennyfather – członkini gangu, działającego na terenie Eksperymentalnego Gimnazjum w Anglii; grupy młodzieży, której głównym zajęciem stało się terroryzowanie słabszych od siebie uczniów, na co mieli ciche przyzwolenie ze strony dyrekcji szkoły. (Srebrne krzesło, rozdział „Poza murami Gimnazjum”)
- Ahoszta Tarkaan – wielki wezyr Kalormenu, miał być mężem Arawis Tarkiiny
- Aksarta Tarkaan – wielki wezyr Kalormenu, poddany Tisroka. Po jego śmierci (1014 r. n.) stanowisko wezyra przejmuje Ahoszta Tarkaan, niedoszły małżonek Arawis Tarkiiny. (Koń i jego chłopiec, rozdział „Księżniczka Arawis w Taszbaanie”)
- Alambil – „Pani Pokoju”, jedna z planet narnijskiego nieba. Raz na dwieście lat zdarza się koniunkcja, podczas której Tarva (Pan Zwycięstwa) pozdrawia Alambil (Panią Pokoju), co jest oznaką nadchodzącego szczęścia. Zbliżenie to obserwuje książę Kaspian, podczas lekcji astronomii z doktorem Korneliusem, która odbywa się na szczycie najwyższej wieży zamku Miraza. (Książę Kaspian, rozdział „Opowieść karła”)
- Alberta Scrubb – matka jednego z głównych bohaterów serii Eustachego i żona Harolda Scrubba. Z wzmianki w Podróży „Wędrowca do Świtu” wynika, iż była osobą bardzo „nowoczesną” i „postępową”. Wraz ze swym mężem przestrzegała pewnych zasad, takich jak noszenie higienicznej bielizny, wegetarianizm, niepalenie tytoniu, jednocześnie tępiąc wszelkie przejawy fantazji i indywidualizmu.
- Alimasz – kuzyn Arawis Tarkiiny, kalormeński wojownik. Bierze udział w bitwie pod Zalindrehem i zdobyciu Tiibithu. Pełni funkcję dowódcy rydwanów. Bri, mówiący koń narnijski, który podczas niewoli w Kalormenie służył jako koń bojowy, ocenia Alimasza jako dzielnego i wartościowego rycerza. (Koń i jego chłopiec, rozdział „U bram Taszbaanu”)
- Andrzej Ketterley (ang. Andrew Ketterley) – postać z Siostrzeńca czarodzieja, wuj Digory’ego Kirke, mieszkający ze swoją siostrą Letycją i chorą matką Digory’ego. Tytułowy czarodziej, „szalony mag”, który po swej matce chrzestnej, ponoć czarownicy, odziedziczył magiczną szkatułkę. Ketterley utracił zdrowie na próbach badania i otwarcia szkatułki, gdy mu się to udało odnalazł w niej suchy pył (symbol „nagrody”, jaką według Lewisa, mają uzyskać zainteresowani magią). Stworzył z nich magiczne pierścienie, umożliwiające podróże po innych światach, co doprowadziło do uratowania złej czarownicy Jadis, królowej Charnu i przeniesienia jej do nowo stworzonej krainy, Narnii. Ketterley jest postacią amoralną i tchórzliwą (w podróż w inne światy wysyła najpierw dzieci, Digory’ego i Polę, nie chcąc  ryzykować samemu), jego brak wartości jest skontrastowany z moralnym kodem jaki wyznaje Digory. Absolutnie samolubny, wszystko postrzega przez pryzmat korzyści jakie może mu to przynieść (choć się za takiego uważa, nie jest więc prawdziwym naukowcem, poznającym dla zrozumienia, bo jego nastawienie jest czysto praktyczne). Na skutek swego niedowiarstwa, nie jest w stanie zrozumieć mowy zwierząt w Narnii, gdyż ich głosy odbiera wyłącznie jako ryki dzikich stworzeń. Pod koniec książki staje się postacią coraz bardziej komiczną i żałosną[1].
- Anna Featherstone – koleżanka Łucji Pevensie ze szkoły. Zazdrosna o przyjaźń Łucji z Mariolą Preston manipuluje Mariolą, by ta udawała, że Łucja wcale nie jest jej przyjaciółką[2]
- Anradin Tarkaan – bogaty Kalormeńczyk, weteran bitwy pod Zalindrehem, właściciel konia Bri. Proponował Arsziszowi odkupienie Szasty. Później brał udział w wyprawie Rabadasza przeciw Archenlandii i w bitwie pod Anwardem[3]
- Aravir – poranna gwiazda Narnii, jej blask porównywalny jest do blasku małego księżyca. (Książę Kaspian, rozdział „Lew ryczy”)
- Arawis Tarkiina – młoda kalormeńska arystokratka; uciekła z domu, gdyż nie chciała wyjść za mąż za Ahosztę Tarkaana, ostatecznie wyszła za swego przyjaciela, władcę Archenlandii, króla Kora, noszącego wcześniej imię Szasta
- Ardib Tisrok – daleki przodek Arawis, który według legend wywodzi się w prostej linii od boga Tasza. (Koń i jego chłopiec, rozdział „U bram Taszbaanu”)
- Argoz – jeden z siedmiu zaginionych baronów Kaspiana IX. Wyprawa króla Kaspiana X Żeglarza odnalazła go uśpionego, wraz z baronami Revilianem i Mavramornem, przy Stole Aslana, na Wyspie Ramandu. Aby ich obudzić, Kaspian zostawia w pobliżu krańca świata Ryczypiska.
- Arian – baron Narnii, został skazany i uśmiercony pod zarzutem spisku przez uzurpatora Miraza
- Arszisz – ubogi rybak, mieszkający w południowym Kalormenie. Znalazł nad oceanem i wychowywał Szastę, późniejszego króla Archenlandii Kora. Jego codziennym zajęciem był połów ryb, które następnie sprzedawał na targowisku. Często cytuje mądrości poetów. Kiedy do jego ubogiej chaty przybywa dostojny Tarkaan, Arszisz bez skrupułów targuje się z nim o cenę chłopca. (Koń i jego chłopiec, rozdział „Jak Szasta wyruszył w podróż”)
- Aslan – Wielki Lew, stworzyciel Narnii, jej władca i opiekun, syn Władcy-Zza-Morza
- Azaroth – jedno z bóstw kalormeńskich, o którym wspomina Arawis Tarkiina, podczas swojej opowieści o ucieczce z domu. (Koń i jego chłopiec, rozdział „U bram Taszbaanu”)
- Azrooh – jeden z najbardziej zaufanych wasali Rabadasza, syna Tisroka, pochodzący ze wschodniej prowincji. Brał udział w zdradzieckim oblężeniu Anwardu. Poległ, zabity w walce przez króla Archenladii Lunę. (Koń i jego chłopiec, rozdział „Oblężenie Anwardu”)

## B
- Bachus – postać nawiązująca do rzymskiego Bachusa; reprezentuje dziką stronę natury, którą ostatecznie rządzi Aslan, ale jej nie tłumi. Zazwyczaj towarzyszą mu Sylen i menady, z którymi tańczy w radosnym i żywiołowym świętowaniu obfitości natury.
- Bajon – czerwony karzeł narnijski, z którym rozmawia Szasta, kiedy pojawia się w Narnii. Bajon natychmiast postanawia powiadomić króla Edmunda i królową Łucję o wrogu przebywającym w Anwardzie. Opiekuje się Szastą, zaprasza do swojego domu, w którym mieszka z braćmi: Figlinem i Kruchopaluchem. (Koń i jego chłopiec, rozdział „Szasta w Narnii”)
- Bar – baron Archenlandii, był przeciwnikiem króla Luny, porwał jego syna Kora, zginął w walce morskiej.
- Belizar – baron telmarski, zginął w czasie polowania przeszyty strzałą z rozkazu Miraza.
- Bern – jeden z siedmiu zaginionych baronów Kaspiana IX. Zostaje znaleziony na Felimacie, jednej z Samotnych Wysp. Jego posiadłość nazywa się Bernstead. Po usunięciu gubernatora Gumpasa Kaspian X czyni go księciem.
- Betty – jedna z trzech pomocnic pani Macready; LCSSz;
- Biała Czarownica – Jadis, zniszczyła świat Charnu, jako jedna z pierwszych dostała się do Narnii. Kilkaset lat później uczyniła w niej stuletnią zimę. Zginęła w bitwie pod Beruną, zabita przez Aslana.
- Biały Jeleń – stworzenie przedziwnej piękności. Goniąc za nim na polowaniu, rodzeństwo Pevensie trafia z powrotem na Latarniane Pustkowie, skąd wraca do Anglii poprzez tył szafy. Mówi się, że Biały Jeleń spełnia każde życzenie, jeżeli zostanie złapany.
- Błotosmętek – błotowij, towarzysz Julii Pole i Eustachego Scrubba w ich poszukiwaniach zaginionego księcia Riliana, bohater opowieści Srebrne krzesło
- Pan Bóbr i Pani Bobrowa – bobry z Narnii, prowadziły Piotra, Łucję i Zuzannę do miejsca spotkania z Aslanem (Lew, czarownica i stara szafa)
- Brihy-hinny-brinny-huhy-haaah (w skrócie Bri, oryg. Bree) – narnijski mówiący koń, jeden z tytułowych bohaterów powieści "Koń i jego chłopiec". Wielki, nakrapiany koń z długą grzywą i ogonem (z którego jest bardzo dumny), rumak bojowy. Jako źrebak został porwany do Kalormenu, gdzie spędził wiele lat. Zachowuje się i postrzega świat jak typowy koń, ale ma też cechy (zwłaszcza słabości) bardzo ludzkie: dumę i próżność i dumę (sztucznie podbudowaną faktem, że znaczną część życia przebywał wśród zwykłych niemych koni, od których, z natury rzeczy, był mądrzejszy. Bri obmyśla i realizuje plan ucieczki z Szastą, w którym rozpoznał Narnijczyka, po drodze spotykając inną narnijską klacz, Hwin i „jej” dziewczynkę, księżniczkę Arawis. Jego dumie zadają cios panika, w jaką popadł uciekając przed lwem (podczas, gdy Szasta odważył się zawrócić i ratować Arawis), a potem spotkanie z Aslanem, w którego prawdziwą lwią naturę wątpi (i wpada w panikę, gdy spotyka się z realnym, wielkim drapieżnikiem). Aslan nakazuje mu się powąchać, by się przekonał o jego prawdziwej naturze (scena nawiązująca do spotkania Niewiernego Tomasza z Jezusem) i Bri, przyznaje się do swej głupoty i przemądrzałości, co zmienia jego postawę i życie na lepsze. Resztę życia spędza w Narni, znajdując sobie partnerkę i często odwiedzając przyjaciół w Archenlandii[4].
- Bromios (również Basareus, Kozioł) – inne imię Bachusa

## C
- Cętkowany Sorner – członek gangu, działającego na terenie Eksperymentalnego Gimnazjum w Anglii.
- Chervus – jeleń, poinformował króla Edmunda, królową Zuzannę i księcia Korina o kalormeńskim ataku na Anward.
- Chlamasz – jeden z zaufanych wasali Rabadasza, syna Tisroka, pochodzący ze wschodniej prowincji. Brał udział w zdradzieckim oblężeniu Anwardu. Został zmuszony przez króla Edmunda do poddania się. (Koń i jego chłopiec, rozdział „Oblężenie Anwardu”)
- Chmurosyn – centaur, słynny narnijski uzdrowiciel, znany także pod pseudonimem „pijawka”. Przychodzi do Błotosmętka, aby wyleczyć jego poparzoną nogę. (Srebrne krzesło, rozdział „Krzywdy zostają wynagrodzone”)
- Cholomondely Większy – członek gangu, działającego na terenie Eksperymentalnego Gimnazjum w Anglii (Srebrne krzesło, rozdział „Krzywdy zostają wynagrodzone”)
- Córka Ramandu – gwiazda w postaci pięknej dziewczyny, którą załoga „Wędrowca do Świtu” spotyka na Wyspie Ramandu. Córka emerytowanej gwiazdy imieniem Ramandu, wraz z nim strzegła czterech śpiących baronów z Narnii. Zakochuje się w niej Kaspian, który bierze ją później za żonę. Zostaje królową Narnii, rodzi syna, Riliana – przyszłego króla. Umiera ugryziona przez węża-czarownicę.

## D
- Dalwid – orzeł, który informuje króla Tiriana o upadku Narnii.
- Dar – brat Darrina, walczy w obronie Anwardu przeciwko Kalormeńczykom.
- Darin – brat Dara, walczy w obronie Anwardu przeciwko Kalormeńczykom.
- Digiel – rzecznik karłów, które przeżyły ostatnią bitwę tylko po to, by wrzucono ich do Stajni. Karły te nie wierzą w nic oprócz samych siebie.
- Digory Kirke – jako chłopiec, wraz ze swoją sąsiadką, Polą Plummer, podróżuje do innych światów za pomocą czarodziejskich obrączek i jest świadkiem stworzenia Narnii przez Aslana, a także uwalnia i sprowadza do Narnii Jadis. Później, już jako stary profesor i właściciel zabytkowego domu na wsi, przyjął do siebie rodzeństwo Pevensie w okresie nalotów wojennych na Londyn. Tytułowy siostrzeniec czarodzieja; LCSSz, SCz;
- Doktor Kornelius – półkarzeł, który jest nauczycielem Kaspiana. Jest lojalny wobec Starej Narnii i uczy młodego księcia prawdziwej historii królestwa.
- Dorożkarz Frank, Frank I – dorożkarz z Londynu, został przypadkowo wciągnięty do Narnii w czasie jej stwarzania i wraz z żoną Heleną jest tam pierwszym władcą.
- Drinian – kapitan na „Wędrowcu do Świtu” i baron narnijski. Później jest zaufanym przyjacielem księcia Riliana i radzi mu nie wyruszać na poszukiwanie węża, który zabił jego matkę.
- Dumnus – satyr, rebeliant Kaspiana X
- Duży Bannister – członek gangu, działającego na terenie Eksperymentalnego Gimnazjum w Anglii
- Dwóch Garretów – bliźniacy, członkowie gangu, działającego na terenie Eksperymentalnego Gimnazjum w Anglii

## E
- Edmund Pevensie – król Edmund Sprawiedliwy, trzeci z rodzeństwa Pevensie. W wieku dziesięciu lat po raz pierwszy dostaje się do Narnii. Zostaje zdrajcą pod wpływem Białej Czarownicy, skuszony obietnicą ptasiego mleczka, ale wkrótce dostrzega swoją głupotę. Biała Czarownica domaga się prawa do odebrania mu życia, ale Aslan „umiera” zamiast niego. Do Narnii powraca jeszcze dwa razy, wezwanym tam by wspomóc Kaspiana.
- Edward Ketterley – kuzyn Andrzeja Ketterleya. Ponoć jedyny członek rodziny, który odwiedził lombard, do czasu, kiedy uczynił to sam Andrzej – zmuszony przez Czarownicę Jadis, której musiał „ufundować” bardzo drogi posiłek, w bardzo drogiej restauracji. (Siostrzeniec Czarodzieja, rozdział „Stworzenie Narnii”)
- Edyta Jackle – jedna ze sług i donosicieli gangu, działającego na terenie Eksperymentalnego Gimnazjum w Anglii
- Edyta Winterblott – członkini gangu, działającego na terenie Eksperymentalnego Gimnazjum w Anglii
- Eleonora Blakiston – uczennica Eksperymentalnego Gimnazjum w Anglii
- Emet – Kalormeńczyk, który wstępuje do odnowionej Narnii, ponieważ uznał Aslana.
- Erimon – baron Kaspiana IX, stracony przez uzurpatora Miraza, pod sfingowanym zarzutem zdrady.
- Erlian – ojciec ostatniego króla Narnii, Tiriana. Jest prawnukiem króla Riliana, syna króla Kaspiana X Żeglarza. (Ostatnia bitwa, rozdział „Pożegnanie z Krainą Cieni”)
- Eustachy Klarencjusz Scrubb – kuzyn rodzeństwa Pevensie, był rozpieszczonym, samolubnym i egoistycznym chłopakiem, ale pod wpływem zmiany w smoka, a potem spotkania z Aslanem zmienił się. W Narnii pojawił się trzy razy: towarzysząc Kaspianowi na pokładzie „Wędrowca do Świtu”, mając odnaleźć, wraz z Julią Pole, księcia Riliana, oraz walcząc również z Julią Pole w ostatniej bitwie towarzysząc Tirianowi.

## G
- Gale – imię dziesiątego króla Narnii oraz pierwszego cesarza Samotnych Wysp.
- Gburak Łopata – kret, należący do Starych Narnijczyków. Prowadzi wierne krety na Wielką Radę.
- Girbius – satyr, rebeliant Kaspiana X.
- Głazonóg – olbrzym, pojawia się w Ostatniej Bitwie. Wyruszył na wojnę z Karolmeńczykami.
- Golg – ziemisty, pochodzi z Bizmu, poprowadził Eustachego i Julię ku powierzchni, skąd ponownie dostali się do Narnii.
- Gubernator Gumpas – uprawiający handel niewolnikami, biurokratyczny gubernator Samotnych Wysp. Kaspian na jego miejsce mianował barona Berna.
- Gromojar – centaur, który mieszka w górskim wąwozie. Jest on wybitnie szlachetnym stworzeniem o lśniących kasztanowych bokach i brodzie koloru czerwonawego złota.
- Gryfel – przywódca grupy karłów, które są przekonane, że tylko one same warte są tego, by w nie wierzyć i o nie walczyć.
- Glino – pirat spotkany na wyspie Felimacie, trudniący się handlem niewolnikami.
- Gwendolina – uczennica szkoły w zarządzanej przez Telmarów w Berunie.

## H
- Hałaburda – satyr, zdradziecko walczy przeciwko wiernym Tirianowi Narnijczykom, śmiertelnie zraniony strzałą Julii Pole.
- Harfa Tarkaan – ojciec Kalormeńczyka Emeta.
- Harold Scrubb – ojciec Eustachego Scrubba.
- Hwin – mówiąca klacz z Narnii, w dzieciństwie została porwana do Kalormenu, pomagała Arawis w ucieczce. Pojawia się w piątym tomie zatytułowanym Koń i jego chłopiec.
- Helena – żona Franka, pierwsza królowa Narnii.

## I
- Ilsombreh Tarkaan - prapradziadek Arawis Tarkiiny, syn Ardiba Tisroka.
- Ilgamut z krzywą wargą – jeden z wielmożów Rabadasza, zabity przez Darrina w bitwie pod Anwardem.
- Imbir – kot, przyłączył się do spisku przeciw Narnii, po spotkaniu Tasza stracił zdolność mówienia.
- Ivy – jedna z trzech pomocnic pani Macready; LCSSz.

## J
- Jadis patrz Biała Czarownica
- Julia Pole – koleżanka szkolna Eustachego Scrubba, wraz z którym podejmuje się misji odnalezienia zaginionego księcia Riliana.

## K
- Kamillo – zając, uczestniczył w Wielkiej Radzie
- Kaspian – po pokonaniu uzurpatora Miraza, król Narnii Kaspian X Żeglarz. Kaspian X poślubił córkę Ramandu, później zamordowaną przez Zieloną Czarownicę.
- Kaspian I – dowódca Telmarów. Gdy w Telmarze nastał wielki głód, Kaspian I na czele Telmarów zaatakował Narnię i został jej królem. Znany jest pod imieniem Kaspian I Zwycięzca. Jego synem był prawdopodobnie Kaspian II.
- Kaspian IX – król Narnii i cesarz Samotnych Wysp. Brat Miraza, ojciec Kaspiana X. Został zamordowany (w 2290 według czasu narnijskiego) przez żądnego władzy brata. Po jego śmierci Miraz podstępem wymordował jego baronów. Siedmiu z nich, którzy nie bali się morza, wysłał w podróż w celu odkrycia nowych lądów.
- Kidrasz Tarkaan – ojciec Arawis, syn Risztiego Tarkaana.
- Klejnot – jednorożec, najbliższy przyjaciel Tiriana, ostatniego króla Narnii.
- Klipsia – córka wodza Łachonogów. Wypowiedziała zaklęcie, które uczyniło Łachonogów niewidzialnymi.
- KMP (skrót od Kochany Mały Przyjaciel) – przezwisko nadane karłowi Zuchonowi przez Edmunda.
- Kor – brat bliźniak Korina, syn króla Archenlandii, Luny, w dzieciństwie porwany przez byłego kanclerza króla, Bara. Wychowywał go rybak Arszisz jako Szastę. Uciekł z Kalormenu na koniu Bri oraz z Arawis, z którą później się ożenił.
- Korin – walczy razem ze swoim bratem Korem po stronie króla Luny przeciwko Kalormeńczykom. Dostał przydomek „Piorunoręki”, ponieważ świetnie walczył na pięści.
- Koriakin – czarodziej z Wyspy Głosów lub inaczej Wyspy Łachonogów. Na podstawie opisu Driniana stworzył dwie najdokładniejsze mapy morza wschodniego w Narnii (Podróż „Wędrowca do Świtu”, rozdział „Łachonogowie są szczęśliwi”).
- Korradin – uczestnik najazdu Rabadasza na Anward, zostaje zabity przez króla Edmunda.
- Krętacz – szympans, który oszukuje wiele lojalnych zwierząt i drzew, by uwierzyły, że Aslan powrócił i że jest nim osioł Łamigłówek, przebrany w skórę lwa. Wszedł w układ z wrogami Narnii, Kalormeńczykami.
- Kruchopaluch czerwony karzeł, który wraz z bratem Figlinem karmił Szastę, kiedy ten po raz pierwszy przybył do Narnii.
- Księżycowy zając - zając o uszach tak wielkich, że siedząc przy kotle mógł słyszeć szepty na Ker-Paravelu. Żył w spokojnych dla Narnii czasach. OB

## L
- Lasaraliina Tarkiina - koleżanka księżniczki Arwis.
- LeFay – matka chrzestna wuja Andrzeja. Przekazuje mu kasetkę pyłu z Atlantydy, by ją zniszczył, ale on jednak ją zatrzymuje.
- Letycja Ketterley – ciotka Digory’ego Kirke, siostra Andrzeja Ketterley, która opiekuje się swoją siostrą, umierającą matką Digory’ego, Mabel Kirke.
- Liliak Rękawica – wódz kretów, który pomógł zasadzić sad w Ker-Paravelu.
- Luna – dobrotliwy ojciec Szasty (Kora) i Korina oraz król Archenlandii.

## Ł
- Łabędzia Śnieżka - królowa Narnii żyła przed Wielką Zimą. najpiękniejsza istota swych czasów. Gdy spojrzała w sadzawkę jej odbicie zostało tam przez rok.
- Łamigłówek – osioł, namówiony przez szympansa Krętacza, by przebrał się w skórę lwa i udawał, że jest Aslanem
- Łucja Pevensie – królowa Łucja Mężna (Dzielna), najmłodsza z rodzeństwa Pevensie, odkryła magiczną szafę w domu Profesora Kirke, która prowadziła do Narnii, razem z rodzeństwem pomogła Księciu Kaspianowi w zdobyciu należnej mu władzy, oraz uczestniczyła w jego wyprawie morskiej na „Wędrowcu do Świtu”

## M
- Mabel Kirke - matka Digory’ego.
- Macready – gospodyni Profesora Digory’ego Kirke; m.in. oprowadzała zwiedzających po starym domu Profesora; surowa dla dzieci, zabraniała im włóczenia się po domu gdy przychodzą goście, miało ich wtedy nie być widać, to między innymi ze strachu przed nią, podczas jednej z takich prezentacji dzieci całą czwórką weszły do szafy i tym razem wszyscy trafili do Narnii; LCSSz;
- Mallugutherum – gnom pracujący dla Pani w Zielonej Szacie przy budowie tunelu do Nadziemia, Strażnik Marchii Podziemia (Płytkiego Kraju). Posępny, małomówny (charakterystyczne, powtarzane przez niego jak refren, zdanie: „wielu się zapada, lecz tylko nieliczni wracają do krajów oświetlonych słońcem”), po przegranej Czarownicy, najprawdopodobniej, odzyskuje dawną naturę i wraca do Krainy Bizmu. (Srebrne krzesło, rozdział „Podróż bez słońca”)
- Margaret – jedna z trzech pomocnic pani Macready; LCSSz;
- Mariola Preston – koleżanka Łucji Pevensie ze szkoły.
- Miraz – brat i zabójca Kaspiana IX. Obwołał się królem Narnii. Zabity został przez barona Podlizara.
- Maugrim – wilk na usługach Jadis. Bierze udział w aresztowaniu fauna Tumnusa. Zabity przez Piotra.

## N
- Nain – król Archenlandii za czasów Miraza
- Nikabrik – przedstawiciel tzw. Czarnych Karłów („a więc włosy miał czarne, grube i sztywne jak końska grzywa”)[5]. Pojawia się w Księciu Kaspianie, jako towarzysz karła Zuchona i borsuka Truflogona. Kaspian uciekając przed swym okrutnym stryjem Mirazem trafia pod opiekę tej właśnie trójki, choć Nikabrik gotów jest pozbawić go życia, kiedy tylko dowiaduje się o pochodzeniu Kaspiana (nie znosi on Telmarów jako okupantów Starej Narnii i jest przekonany, że Kaspian jest takim samym wrogiem Narnii jak jego wuj). Kiedy wydaje się, że próba wezwania Wielkiego Króla Piotra i jego towarzyszy nie powiodła się, Nikabrik proponuje wezwać Białą Czarownicę, ponieważ panowała ona dłużej w Narnii niż dawni królowie i była dobra dla karłów, o których interesy dba Nikabrik. Nikabrik jest przedstawiony jako niewierzący, kwestionujący potęgę Aslana i autorytet Kaspiana. Ostatecznie skonfliktowany ze wszystkimi, ginie podczas próby wezwania Czarownicy. Kaspian rozumiejąc, że zgorzknienie Nikabrika wynikało z długotrwałych prześladowań i że gdyby doczekał pokoju, mógłby stać się lepszym karłem, zezwala na jego godny pochówek przez inne karły”[6].
- Nausus - satyr, rebeliant Kaspiana X
- Nimienus - satyr, rebeliant Kaspiana X

## O
- Odstępca z Burzystego Wierchu – niedźwiedź, z nieznanych powodów powrócił do zachowania niemych niedźwiedzi, po pokonaniu w walce na pięści przez księcia Korina „Piorunorękiego”, ostatecznie stał się zwierzęciem mówiącym.
- Ojciec Czas – olbrzym, dawniej król w Nadziemiu. Eustachy Scrubb, Julia Pole i Błotosmętek spotykają go śpiącego w Królestwie Otchłani. Budzi się na wezwanie Aslana w dniu końca świata.
- Oktezjan – jeden z siedmiu zaginionych baronów Kaspiana IX. Eustachy zobaczył go zamienionego w smoka, na chwilę przed śmiercią na Smoczej Wyspie.
- Obentinus - satyr, rebeliant Kaspiana X.
- Ornus - satyr, dworzanin Kaspiana X Żeglarza.
- Oskuns - satyr, rebeliant Kaspiana X.

## P
- Pani w Zielonej Szacie – wąż-czarownica, która usiłuje podbić Narnię w czasach rządów króla Kaspiana X. Czarownica zabija jego żonę, córkę Ramandu, a następnie rzuca czar na ich syna, Riliana, i więzi go w swoim podziemiu. Zostaje zabita przez Riliana.
- Patałachowie (również Patałachy, Łachonogowie, Jednonogowie) – stworzenia o jednej nodze zamieszkujące Wyspę Patałachów, dawniej byli karłami.
- Peridan – jeden z baronów i doradców królowej Zuzanny, królowej Łucji i króla Edmunda w Taszbaanie, prowadził Narnijczyków w bitwie przeciwko wojskom kalormeńskim.
- Pevensie – czwórka rodzeństwa, Edmund, Łucja, Piotr, Zuzanna.
- Piotr Pevensie – król Piotr Wspaniały, Piotr – Pogromca Wilka, Wielki Król Piotr najstarszy z rodzeństwa Pevensie, najwyższy z królów Narnii. Przewodził wojskom narnijskim w pierwszej bitwie pod Beruną i przyczynił się do śmierci Miraza. Zginął na peronie podczas katastrofy kolejowej i trafił do krainy Aslana – prawdziwej Narnii.
- Pipisek – następca Ryczypiska na stanowisku wodza myszy.
- Podlizar – jeden z baronów Miraza, wraz z baronem Sobiepanem knuł spisek przeciwko Mirazowi i zabił go w drugiej bitwie pod Beruną.
- Pogin karzeł, który bierze stronę króla Tiriana, wbrew innym karłom.
- Pola Plummer – sąsiadka Digory’ego Kirke, była świadkiem stwarzania Narnii i jej końca.
- Politowanes – jedyny żeglarz pozostawiony na Wyspie Ramandu, gdy „Wędrowiec do Świtu” podąża dalej w kierunku Końca Świata. Tchórzliwy żeglarz w końcu opuszcza statek w czasie podróży powrotnej i osiada w Kalormenie, gdzie opowiada niestworzone historie o swoich przygodach.
- Pretensjonata – ruda żona uzurpatora Miraza, wuja Kaspiana.
- Pryzella – sroga telmarska nauczycielka w szkole dla dziewcząt w Berunie.
- Pulverulentus Sikkus - autor podręcznika do nauki języka pod tytułem: Ogród Gramatyczny albo Altana Przypadków Rozkosznie Otwarta dla Wrażliwych Mózgów.
- Pustelnik Południowych Kresów – pustelnik, który opiekuje się ranną Arawis i mówiącymi końmi, podczas gdy Szasta kontynuuje swoją podróż, by ostrzec króla Lunę o niebezpieczeństwie ze strony Kalormenu. Wysoki, z brodą sięgającą kolan, 109-letni starzec ma sadzawkę o właściwościach magicznego zwierciadła.

## R
- Rabadasz – zwany Spokojnym albo Śmiesznym. Kalormeński książę, który po nieudanych staraniach o rękę królowej Zuzanny usiłuje podbić Archenlandię i Narnię. Jego wojska przegrywają bitwę pod Anwardem.
- Ram Wielki – syn króla Kora i królowej Arawis.
- Ramandu – Emerytowana gwiazda, która pojawia się w PWdŚ. Ma postać starca w srebrnym odzieniu. Po odejściu z nieba Aslan umieścił go na wyspie, gdzie miał mieszkać aż do chwili, gdy odzyska młodość i wtedy znowu uniesie się na niebo i stanie się gwiazdą. Każdego ranka ptaki przynosiły mu jagody, a każda z nich ujmowała mu kilka lat. Miał piękną córkę, z którą mieszkał na wyspie. Czuwali oni nad trzema śpiącymi baronami z Narnii. Kiedy przybył tam okręt „Wędrowiec do Świtu” z królem Kaspianem X i jego przyjaciółmi Ramandu opowiedział im historię baronów i ich wiecznego snu, a także, jak można tę klątwę zdjąć - należało przepłynąć na kraniec świata, do Krainy Aslana[7]. Zob. Córka Ramandu
- Restimar – jeden z siedmiu zaginionych baronów Kaspiana IX. Wyprawa poszukiwawcza odnajduje go zamienionego w złoto, w zaczarowanej sadzawce na Wyspie Śmiertelnej Wody.
- Revilian – jeden z siedmiu zaginionych baronów Kaspiana IX. Wyprawa króla Kaspiana X Żeglarza odnalazła go uśpionego, wraz z baronami Argozem i Mavramornem, przy Stole Aslana, na Wyspie Ramandu.
- Rilian – syn Kaspiana i córki emerytowanej gwiazdy Ramandu, dziedzic tronu Narnii. W wieku ok. 20 lat, po śmierci matki, uprowadzony i podstępem zniewolony za pomocą srebrnego krzesła przez Zieloną Panią i uwięziony w jej podziemnym królestwie, na północ od Narnii. Rilian, zaczarowany przez Zieloną Panią pojawiał się na powierzchni narnijskiego świata jako Rycerz w Czarnej Zbroi. Na jego poszukiwanie, w 2356 r., z polecenia Aslana wyruszyli Eustachy Scrubb, Julia Pole i Błotosmętek, a ich przygody zostały opisane w tomie Srebrne krzesło; po odczarowaniu Rilian zabił wielkiego węża, prawdziwą postać Zielonej Pani, mszcząc w ten sposób śmierć matki.  Do historii narnijskiej, jako król, przeszedł pod przydomkiem Riliana Odczarowanego[8].
- Rins – mat na statku „Wędrowiec do Świtu”
- Riszda Tarkaan – kalormeński wódz, który wspomaga szympansa Krętacza i kota Imbira przeciwko królowi Tirianowi.
- Risztia Tarkaan - dziadek Arawis, ojciec Kidrasza Tarkaana.
- Runwid – wielki złotobrody centaur, ostrzega króla Tiriana przed niebezpieczeństwem, które wyczytał z gwiazd. Zostaje zabity kalormeńską strzałą.
- Rup – jeden z siedmiu telmarskich baronów Kaspiana IX. Zostaje odnaleziony w pobliżu koszmarnej Ciemnej Wyspy. Aby odpocząć zasypia przy Stole Aslana.
- Ryczypisk – waleczna i szlachetna mówiąca mysz z Narnii. Jest dowódcą mówiących myszy w drugiej bitwie pod Beruną. Podróżuje na „Wędrowcu do Świtu” aby dotrzeć do Krainy Aslana, co mu się udaje.
- Rynelf – mądry i doświadczony żeglarz na „Wędrowcu do Świtu”.

## S
- Sara - służka w domu Andrzeja Kirke.
- Satyr – stworzenia żyjące w Narnii o wyglądzie podobnym do faunów, lecz z bardziej kozimi twarzami i większymi rogami. Uwielbiają wspólnie z faunami tańczyć i śpiewać. Mają ciało kozy, tors człowieka, a ramiona i ręce włochate. Ich futro jest w kolorze od czerwonego do brązowego. Satyrowie są istotami bardziej dzikimi niż fauny. Wielu z nich bierze udział w wojnie, a także w Pierwszej Bitwie o Berunę po obydwu stronach i podczas Narnijskiego Powstania. Satyr Wraggle walczy dla Kalormeńczyków w „Ostatniej bitwie”.
- siedmiu braci z Posępnego Boru – Czerwone Karły mieszkające wśród skał i jodeł gór na południowym pograniczu Narnii i Archenlandii. Wspomagają Kaspiana w walce z Mirazem.
- Skradek – lis zdrajca, który staje po stronie Kalormeńczyków i zostaje zabity przez Eustachego.
- Sobiepan – jeden z baronów Miraza, wraz z baronem Podlizarem knuł spisek przeciwko Mirazowi.
- Sylen – towarzyszy Bachusowi na ośle, jest znakomitym muzykiem.
- Szar – baron z Archenlandii, walczy w bitwie pod Anwardem.
- Szasta patrz Kor
- Szczotosław – mówiący jeż, uczestniczył w Wielkiej Radzie.

## Ś
- Świdrogrzmot – olbrzym, wspomaga Kaspiana w walce z Mirazem
- Świecopuch – mówiąca sowa, która pomaga Eustachemu i Julii w poszukiwaniach księcia Riliana
- Święty Mikołaj – przybywa, gdy zaklęcie Wielkiej Zimy rzucone przez Białą Czarownicę słabnie wraz z pojawieniem się Aslana.

## T
- Tarva – planeta, „Pan Zwycięstwa”
- Tasz – demoniczne bóstwo kalormeńskie, przybiera postać z olbrzymią głową sępa posiada cztery ramiona i dwadzieścia ostrych szponów.
- Taszlan – połączenie Tasza i Aslana, stworzone przez Krętacza aby wmówić Narnijczykom, że Tasz i Aslan to to samo.
- Tirian – ostatni król Narnii.
- Tisrok – władca Kalormenu.
- Truflogon – borsuk, wspomaga Kaspiana w walce z Mirazem.
- Truskawek – koń londyńskiego dorożkarza Franka, Aslan zamienia go w mówiącego i latającego konia i otrzymuje nowe imię – Pegaz.
- Trzy Brzuchate Niedźwiedzie – starzy Narnijczycy, uczestnicy powstania Kaspiana X. Jeden z nich był sędzią w pojedynku Piotra z Mirazem.
- Twardziakowie – borsuki, które pomagały Kaspianowi X w jego walce z Mirazem.
- Tumnus – faun, pierwsza istota, którą spotkała Łucja w Narnii.

## U
- Uwilas – baron Kaspiana IX, na polecenie Miraza zostaje zabity podczas polowania.

## W
- Węgielek – koń księcia Riliana
- Władca-Zza-Morza – ojciec Aslana.

## Z
- Zefir - król Narnii, potomek króla Franka. Przybył na samotne wyspy i uwolnił je spod panowania smoka. Stał się ich pierwszym cesarzem.
- Zielona Czarownica patrz Pani w Zielonej Szacie
- Złotonóg – kruk, doradca Edmunda, Łucji i Zuzanny w Kalormenie.
- Zuchon – karzeł, którego Łucja, Edmund, Piotr i Zuzanna spotykają w zrujnowanym Ker-Paravelu. Pomaga w walce z Mirazem. W czasie przebywania w Narnii Eustachego i Julii jest starym Lordem Regentem.
- Zuzanna Pevensie – królowa Zuzanna Łagodna, druga z rodzeństwa Pevensie. Jako jedyna z rodzeństwa nie pojawia się w „Ostatniej bitwie” i tym samym nie wchodzi do krainy Aslana, gdyż jest zbyt zajęta „byciem dorosłą”.